# Amoerbaai
De Amoerbaai (Russisch: Амурский залив; Amoerski zaliv) is een baai tegen de noordnoordwestelijke kust van de Baai van Peter de Grote in het noordwestelijk deel van de Japanse Zee. De lengte van de baai bedraagt ongeveer 65 kilometer en de breedte varieert tussen de 9 en 20 kilometer. De baai is tot 20 meter diep.
De baai is gewoonlijk bevroren van eind december tot halverwege maart, maar de ijslaag is niet erg dik. Aan de oostzijde bevinden zich de haven van de Russische stad Vladivostok, de plaats Troedovoje en een kuuroordzone met pensions, sanatoria en Pionierkampen. Aan de noordkust bevinden zich de plaatsen Oeglovoje, Prochladnoje, Zima Joezjnaja, De-Friz, Tavritsjanka en Devjatny Val en aan de oostkust de plaatsen Beregovoje, Perevoznoje en Bezverchovo.
Aan de oostzijde van de baai bevindt zich Kaap Sjtsjetinina.